# Nightflight
Nightflight è il nono album in studio del gruppo rock britannico Budgie, pubblicato nel 1981.

## Tracce
Side 1
1. I Turned to Stone – 6:11
2. Keeping a Rendezvous – 3:45
3. Reaper of the Glory – 3:50
4. She Used Me Up – 3:17

Side 2
1. Don't Lay Down and Die – 3:35
2. Apparatus – 2:52
3. Superstar – 3:28
4. Change Your Ways – 4:22
5. Untitled Lullaby – 1:16